# Percichthys sylviae
Percichthys sylviae es una especie extinta del género de peces perciformes de agua dulce Percichthys, de la familia Percichthyidae, cuyos representantes vivientes son denominados comúnmente percas o truchas criollas. Solo es conocida sobre la base del registro fósil de sus restos exhumados en una unidad litoestratigráfica adscrita al Mioceno de Chile.

## Taxonomía
Esta especie fue descrita originalmente en el año 1990 por los paleontólogos Alfonso Rubilar y Eduardo Abad.
Localidad tipo
La localidad tipo donde fue recuperado el ejemplar es la ladera norte de la quebrada El Derrumbe del cerro La Mina, en las coordenadas: 37°44′S 71°2′O / -37.733, -71.033, en un área cordillerana del curso superior del río Queuco, un afluente del río Biobío, en la Provincia de Biobío, en la región homónima del centro-sur de Chile.
Holotipo
El ejemplar holotipo es: CPUC, Qco (LM)/1 y 2. Fue colectado por el geólogo M. Pereira y depositado en las Colecciones Paleontológicas de la Universidad de Concepción (CPUC). El CPUC Qco/1 es un ejemplar fósil completo, con el área caudal correctamente preservada pero los sectores craneal, mandibular y opercular muy alterados. El CPUC Qco/2 es una impresión del holotipo; desarrollado con las regiones mandibular, lagrimal y opercular.
Etimología
Etimológicamente el término genérico Percichthys se construye con dos palabras del idioma griego, en donde: perke significa 'perca' e ichthys es 'peces'.
El epíteto específico sylviae es un epónimo que refiere al nombre de la persona a quien fue dedicada, la paleopalinóloga del Departamento de Geociencias de la Universidad de Concepción (UdeC) Sylvia Palma-Heldt.
Edad atribuida
Fue exhumado de sedimentos correspondientes al Miembro Río Malla-Malla, que representa el sector medio-superior de la Formación Cura Mallín. La edad postulada para el estrato portador es miocena, correspondiente a la edad mamífero (SALMA) Santacrucense.
Caracterización y relaciones filogenéticas
Se trata de un pez de forma alargada y longitud total pequeña (56 mm, estándar de 46 mm). La cabeza posee una longitud de 14 mm y representa la máxima altura del pez (9 mm).
Al igual que ocurre en Percichthys lonquimayiensis, en P. sylviae el segundo pterigóforo anal se contacta con el cuerpo de la primera vértebra caudal.
Otra característica diagnóstica que la identifica es la gran amplitud que posee la base de la primera aleta dorsal en comparación con la segunda porción de esa aleta.